# Louise Poitevin
Louise Poitevin (1820 — 1908) foi uma aeronauta francesa.
Em Portugal, no Verão de 1857, realizou juntamente com o marido uma série de voos num balão insuflado de ar quente: dois no Porto, quatro em Lisboa e dois em Coimbra. Foi a segunda mulher a voar nos céus de Portugal, tendo a primeira sido Bertrande Senges.